# 耶文施泰特
耶文施泰特是德国石勒苏益格－荷尔斯泰因州的一个市镇。总面积45.55平方公里，总人口3225人，其中男性1593人，女性1632人（2011年12月31日），人口密度71人/平方公里。